# トン山駅
トン山駅（トンサンえき、朝鮮語: 돈산역）は、朝鮮民主主義人民共和国咸鏡南道端川市にある駅で、クムゴル線に属する。 トン（돈）は「銭、お金」を意味する固有語であり、漢字表記は存在しない。

## 隣の駅
クムゴル線
新甑山駅 - トン山駅 - 白金山駅